# تدرج المركبات الحيوية

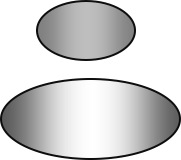

تدرج المركبات الحيوية: هو قائم على اختلاف تراكيز المركبات في النظام الحيوي  مثل الخلية، أو مجموعة من الخلايا، أو في الكائن ككل. التدرج في المركبات الحيوية يمكن ان يكون في داخل الخلية أو خارجها (بين الخلايا)، الاهداف من هذا التدرج في النظام الحيوي متنوعة ومختلفة ومنها الجذب الكيميائي ووظيفتها في التطور.
هذا النوع من التدرج له دور في الكثير من الانواع المختلفة  من الاشارات، بالإضافة إلى انها مؤخراً بدا ان لها علاقة في انتشار السرطان (انتقال السرطان من مقره الأساسي إلى أجزاء أخرى من الجسم).

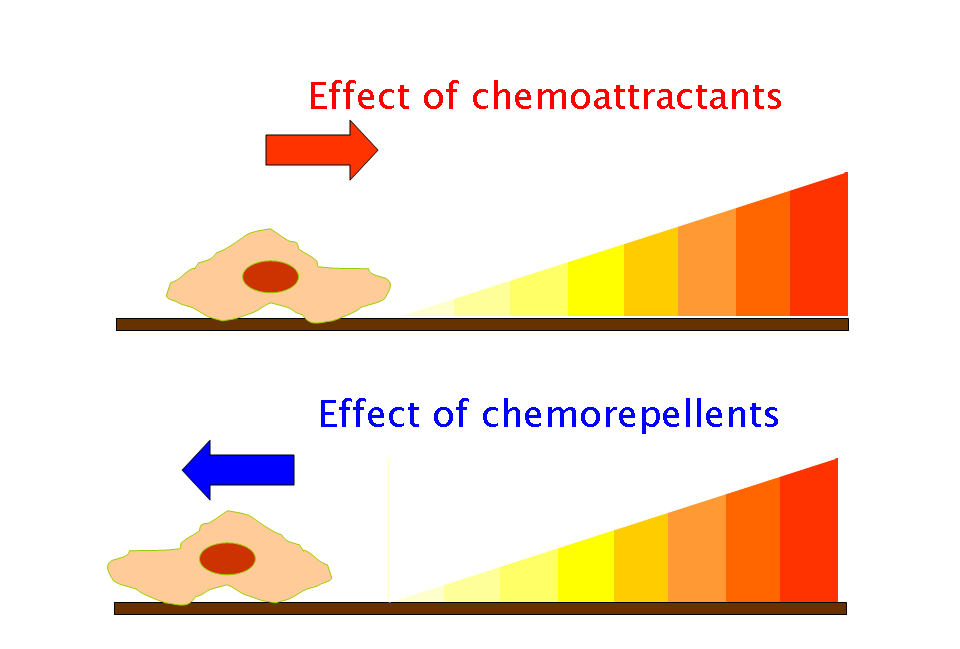

## تطورها
الخلايا نفسها ممكن تخلق اختلاف أو تدرج في المركبات الحيوية عن طريق حركة الجزيئات (بوجود الاشارات ) باتجاه الخارج. هذا التدرج أساسي لتميز الخلية و موقعها.